# Barão de Jardim do Mar
Barão de Jardim do Mar é um título nobiliárquico criado por D. Carlos I de Portugal, em 1896, em favor de Tristão Vaz Teixeira de Bettencourt da Câmara.
Titulares
1. Tristão Vaz Teixeira de Bettencourt da Câmara, 1.º Barão de Jardim do Mar.